# 川尻こだま
川尻 こだま（かわしり こだま）は、日本の漫画家。

## 来歴

### 漫画を発表するまで
川尻によると、子どものころに西原理恵子の『毎日かあさん』やけらえいこの『あたしンち』をよく読んでいたため、のちに「知らず知らずのうちに影響を受けている部分がある」かもしれないという。
「丸いもの」に興味があり、高校時代はピンポン玉に惚れたため、卓球部に入部する。高校卒業後はボウリング玉の丸みに惚れたことにより、ボウリング場の受付で勤務。

### 漫画を発表
Webデザイナーの仕事に就きながら2020年9月ごろよりTwitterを開始し、エッセイ漫画を発表。漫画に対して高い志はなかったが、日常を漫画にしてTwitterに投稿している人を見て、川尻もやろうと考える。Twitterのアカウントの開設から約1年でフォロワー数が29万人を超え、漫画が話題となる。「毎日アップされると読む方としては嬉しい」と考える川尻は、漫画を「毎日投稿」することだけは決めている。
漫画を書籍化する話があったが、「しがらみが面倒くさい」という理由で無視をしていた。それらをまとめ、Amazon Kindleの無料本『川尻こだまのただれた生活』として公開したところ、テレビ局からアニメ化の話が持ち出される。そこで「個人での契約の結び方」がわからないという理由により、出版社を通そうと考える。2021年7月ごろは、フリーランスの作詞家、お天気プランナーとして在宅勤務を行いながら、趣味で漫画を執筆。

### 作品の書籍化
2021年8月、『川尻こだまのただれた生活』が「次にくるマンガ大賞2021」Webマンガ部門で11位を受賞。同年11月、発表した漫画から抜粋したものをカラー化し、描き下ろしや追記なども含めて『あたしゃ川尻こだまだよ』のタイトルで書籍を刊行。同作が初の単行本となる。無料版と有料版が同じでは心苦しいと川尻が考え、特別感を出すために描き下ろしなどが収録されている。同作は2022年1月より『あたしゃ川尻こだまだよ〜デンジャラスライフハッカーのただれた生活〜』のタイトルでショートアニメの放送が決定している。

## 人物
「妖怪界のデンジャラスライフハッカー」を自称し、河童という設定があるため、自画像では頭に皿、背中には甲羅がある。自称としては「妖怪界のデンジャラス・ライオン」も使用する。
しょっぱいもの、甘いもの、酒を好む。
学生時代から最低6時間以上は寝ないと駄目な川尻は、大事なことに「睡眠」を挙げているほか、大事なものは「酒」だと話している。
ペンネームには「特に深い意味はない」が、しいて言えば川尻の好物が寿司であるため、「寿司チェーンの『かっぱ寿司』をリスペクトして『カッパ』絡みにした」ことに由来している。

### いなげや
地方出身の川尻は、引っ越したことにより、スーパーマーケットのいなげやを知る。Twitterを開始した当初は、「いなげやをフィーチャーして描いていた」が、自粛期間で徒歩2分圏内のいなげやに行くしかやることがなかったため、頻繁に漫画に登場。
いなげやを漫画に登場させたことにより、いなげやの従業員の間で川尻の漫画が話題となる。そこでいなげやのある店舗から漫画をPOPに使用したいと相談があった。いなげやを好んでいた川尻は嬉しかったため、即承諾したという。そのうちに他店舗から相談を受けるようになり、本社から正式な連絡を貰い、2021年5月にいなげやと公式にコラボが実現している。いなげやは過去に著名人とのコラボ経験がなく、自社独自でのコラボは川尻が初である。
普段いなげやにいかない読者から、川尻の聖地巡礼としていなげやに行ったという反響があったという。川尻にとっては「聖地」ではなく、「地域密着型のスーパー」である。

### 漫画制作
ネガティブな気持ちになった時こそ、「ネタ」だと考え漫画を執筆するようにしている。「誰かがイヤな気持ちになる投稿はしなくてもいい」と考え、「好きなものだけ描くよう」心がけている。「座りっぱなしは体によくない」と聞いた川尻は、たまに立ちながら仕事をしている。夢は「小松菜奈さんで実写化」。

## 作品リスト

### 書籍
- 『あたしゃ川尻こだまだよ』 KADOKAWA、既刊3巻（2024年1月4日現在） - Kindleでのタイトルは『川尻こだまのただれた生活』（後述）[3][5]

寄稿
- サク山チョコ次郎 チョコジローぬいぐるみポーチ BOOK（宝島社）2022年10月17日、B5判、8ページ、ISBN 978-4-299-03466-3[17][18]

### Kindle書籍
Kindle版 〈川尻こだまのただれた生活〉シリーズ
- 『第一集: 「いなげやの話 他」』 1巻（Kindle）、2021年4月9日。ASIN B0925VYW1R。
- 『第2集: 「町中華の話 他」』 2巻（Kindle）、2021年4月27日。ASIN B093P8NPQY。
- 『第三集: 『仮眠ライフハックの話 他』』 3巻（Kindle）、2021年8月2日。ASIN B09BNY33YL。
- 『第四集: 「チャーシュー麺ダイエット」他』 4巻（Kindle）、2021年11月3日。ASIN B09KZ7KGWF。
- 『第五集: 「認知シャッフル睡眠法」他』 5巻（Kindle）、2021年12月1日。ASIN B09MVW2NVY。
- 『第六集: 「親知らずの話」他』 6巻（Kindle）、2022年1月1日。ASIN B09PJR7KNR。
- 『第７集: 「皮剥ぎババァの話」』 7巻（Kindle）、2022年3月5日。ASIN B09TY17BZB。
- 『第八集: 「ルッコラ育てた話」他』 8巻（Kindle）、2022年7月3日。ASIN B0B5P9PNWG。
- 『第九集: 「エナドリ詐欺の話」他』 9巻（Kindle）、2022年8月20日。ASIN B0BBBM6W7D。
- 『第十集: 「vsカラス」他』 10巻（Kindle）、2022年9月30日。ASIN B0BH147MDJ。
- 『第11集: 「未来の作画の話」他』 11巻（Kindle）、2023年6月17日。ASIN B0C8F434RW。
- 『第12集: 引越し先で閃光玉喰らった話 他』 12巻（Kindle）、2023年8月14日。ASIN B0CFMCNZQG。
- 『第13集: PS5を手に入れた話 他 川尻こだまのただれた生活』 13巻（Kindle）、2024年6月6日。ASIN B0D6DDNH2S。
- 『第14集: 「三不粘を作った話」他 川尻こだまのただれた生活』 14巻（Kindle）、2024年9月12日。ASIN B0DGVWDLS4。
- 『第15集: 「シュトーレンほぼ兵糧丸」他 川尻こだまのただれた生活』 15巻（Kindle）、2025年3月3日。ASIN B0DZ727BB1。

その他
- 『真四角異世界暮らし: 描き下ろし エンダードラゴンしばく話 ゲーム漫画まとめ』（Kindle）、2023年3月3日。ASIN B0BXFG7ZYR。
- 『イルカのパン屋さん』（Kindle〈Fliptoon〉）、2023年5月。ASIN B0C4TGQ755。
- 『川尻おみくじ二〇二四 川尻こだま単発企画』（Kindle）、2024年2月20日。ASIN B0CVZNZ9G3。
- 『川尻おみくじ2025 川尻こだま単発企画』（Kindle）、2025年5月10日。ASIN B0F87M1Q65。

### ゲームソフト
- ゴブリン・ノーム・ホーン（2025年5月22日、Steam） - 川尻はイラストおよび音楽を担当[19][20]